# جوزفين دافيسون
جوزفين دافيسون (بالإنجليزية: Josephine Davison)‏ هي ممثلة نيوزيلندية، ولدت في 1973 في أوكلاند في نيوزيلندا.

## وصلات خارجية
- جوزفين دافيسون على موقع IMDb (الإنجليزية)
- جوزفين دافيسون على موقع قاعدة بيانات الفيلم (الإنجليزية)